# Glaisdale
Glaisdale est un village et une paroisse civile du Yorkshire du Nord, en Angleterre.